# Zloději zelených koní (film)
Zloději zelených koní je český film režiséra Dana Wlodarczyka z roku 2016. Pojednává o hledačích vltavínů. Námětem je stejnojmenný román Jiřího Hájíčka (2001); děj románu se odehrává během 12 let, film na rozdíl od předlohy zaznamenává jen asi půl roku.

## Výroba
Film se natáčel od 25. srpna 2015, a to hlavně v okolí Českého Krumlova, dále pak v Praze, Berouně, v Příbrami, v Jindřichově Hradci, Nesměni či na statku ve vesnici Matná.